# Bartomeu Calatayud Cerdà
Bartomeu Calatayud Cerdà (Palma, 8 de setembre de 1882 - 11 d'abril de 1973) fou compositor i guitarrista mallorquí. Fou especialment conegut per la seva tasca de difusió de la música tradicional de les Illes Balears.

## Biografia
Calatayud nasqué el 8 de setembre de 1882 a Palma. Des de la seva joventut, ja mostrà gran interès per la guitarra i la composició. Els seus primers mestres foren Antoni Mestres i Antoni Noguera,  amb els quals es formà en harmonia adaptada a la guitarra. Més endavant, es desplaçà a València per estudiar amb Francesc Tàrrega, de qui havia estat gran admirador.
Durant la seva vida, també mantingué una estreta relació amb altres guitarristes com Emili Pujol, Miquel Llobet o Andrés Segovia, amb qui coincidí durant les seves visites mútues entre Mallorca i Barcelona. El contacte amb aquests fou clau per al desenvolupament de Calatayud i la seva inserció dins dels cercles nacionals i europeus de la guitarra.
A banda de la seva carrera concertística a les Illes Balears i les seves gires especialment per França, Suïssa, Portugal i Algèria, Calatayud també fou gran defensor de la cultura i la música popular mallorquina mitjançant la fundació agrupacions com el Trio Majorica i l’Orquestina Mallorca. El 1940 fou nomenat director dels Cors i Danses de la Secció Femenina de Palma, amb qui també realitzà gires internacionals, sobretot per diversos països sud-americans. A més a més, treballà en la recopilació de la música tradicional mallorquina i creà quaderns amb arranjaments per a rondalla encara conservats a arxius històrics.
Al llarg de la seva vida, Calatayud també dedicà més de 50 anys a la docència i tingué una profunda influència en la formació de guitarristes mallorquins com ara Gabriel Estarellas i José Sbert. De tota manera, destacà per la creació del Mètode per a Guitarra, publicat el 1996 juntament amb un dels seus alumnes, Tomeu Quetglas.
Bartomeu Calatayud rebé a títol pòstum, l'any 1985, la Medalla d'Or del Consell de Mallorca, i un carrer de Palma duu el seu nom.

## Obra
Com a compositor, tot i haver escrit obres per a piano o cor, destacà la seva extensa producció per a guitarra, la majoria publicada en la Unió Musical Espanyola. El seu estil fou marcat per la connexió amb les tradicions musicals mallorquines, fusionades amb una profunda comprensió de la tècnica guitarrística clàssica. Tot i que el seu llenguatge fou accessible i basat en formes senzilles, també reflectí una tendència neorromàntica i melancòlica igualment influenciada per la música popular i la tradició oral.
En qualsevol cas, l’obra de Bartomeu Calatayud es pot classificar en quatre grans categories:
1. Composicions cultes: Obres com danses, sonatines, estudis, valsos i masurques de diversos nivells de dificultat. Exemples representatius inclouen Sonada típica de Mallorca (1961) o Quatre peces fàcils (1962), entre d'altres.
2. Arranjaments i adaptacions: Realitzà arranjaments d’obres de compositors clàssics com Mozart, Bach, Chopin i Albéniz, amb un total de 18 peces per a guitarra les quals posaren en manifest la seva capacitat per adaptar obres complexes a la guitarra.
3. Música popular espanyola i internacional: També creà composicions basades en ritmes com la jota, el tango o la buleria, amb peces com Jota aragonesa (1964) o Tango argentino (1972).
4. Música tradicional mallorquina: Fou un recopilador de la música popular de la seva terra, amb nombroses peces per a guitarra, piano i rondalla, com ara Danses típiques de Mallorca (1975) i el Parado de Valldemossa, gràcies a les quals internacionalitzà els aires tradicionals mallorquins.